# Skandalen på Huseby
Skandalen på Huseby är en svensk dokumentärfilm från 2021, av Astrid Ohlsén, Håkan Pieniowski och Lasse Summanen. Filmen handlar om godsägarinnan Florence Stephens och svindlerihärvan Husebyaffären.